# آلفين غاردينر
آلفين غاردينر (بالإنجليزية: Alvin Gardiner)‏ هو لاعب كرة مضرب أسترالي، ولد في 11 فبراير 1951 في Tara, Queensland ‏ في أستراليا.

## وصلات خارجية
- آلفين غاردينر على موقع رابطة محترفي التنس (الإنجليزية)
- آلفين غاردينر على موقع الاتحاد الدولي لكرة المضرب (الإنجليزية)
- آلفين غاردينر على موقع خلاصة التنس.كوم (الإنجليزية)